# Nancy Currie
Nancy Jane Sherlock Currie dr. (Wilmington, Delaware, 1958. december 29. –) amerikai mérnök, űrhajósnő, ezredes.

## Életpálya
1980-ban az Ohio State University keretében biológiából kitüntetéssel szerzett oklevelet. 1985-ben az  University of Houston keretében ipari berendezésekből doktorált. 1987-ben kapott repülőgép (helikopter) vezetői jogosítványt. Különböző katonai beosztásokban szolgált. Több mint 3900 órát töltött a levegőben (repülő, helikopter). 1987-től mérnökként segítette a NASA Johnson Space Center repülés szimulációs rendszer működtetését.
1990. január 17-től a Lyndon B. Johnson Űrközpontban részesült űrhajóskiképzésben. Az Űrhajózási Iroda megbízásából az űrrepülés során alkalmazott robottechnika felügyelője. Négy űrszolgálata alatt összesen 17 napot, 7 órát és 12 percet (999 óra) töltött a világűrben. 2005-ben köszönt el az űrhajósoktól, a Johnson Space Center (JSC) keretében a Műszaki Igazgatóság vezető tanácsadója, az automatizálás, a robotika és a szimuláció területén. 2006-tól Engineering Igazgatóság igazgatóhelyettese.

## Űrrepülések
- STS–57, a Endeavour űrrepülőgép 4. repülésének küldetésfelelőse. Az űrsikló robotkarjának segítségével visszanyerték az egy évvel korábban, az STS–46 útja során pályára állított négy és fél tonnás  EURECA tudományos műholdat. A SpaceHab laboratóriumban kereskedelmi jellegű mikrogravitációs kísérleteket végeztek. Első űrszolgálata alatt összesen 9 napot, 23 órát és 44 percet (239 óra) töltött a világűrben. 6 608 628 kilométert (4 106 411 mérföldet) repült, 155 kerülte meg a Földet.
- STS–70, a Discovery űrrepülőgép 21. repülésének küldetésfelelőse. A legénység pályairányba állította a Data Relay Satellite (TDRS), híradástechnikai műholdat. Második űrszolgálata alatt összesen 8 napot, 22 órát és 20 percet (214 óra) töltött a világűrben. 6 000 000 kilométert (3 700 000 mérföldet) repült, 143 alkalommal kerülte meg a Földet.
- STS–88, az Endeavour űrrepülőgép 13. repülésének küldetésfelelőse. A ISS szerelési küldetése, a Unity (kikötőmodul), a Node 1 felhelyezése, ami az ISS első amerikai modulja. Harmadik űrszolgálata alatt összesen 11 napot, 19 órát és 18 percet (283 óra) töltött a világűrben. 7 600 000 kilométert (4 700 000 mérföldet) repült, 185 kerülte meg a Földet.
- STS–109, a Columbia űrrepülőgép 27. repülésének küldetésfelelőse. Az űrhajósok a negyedik nagyjavítás alatt, öt űrsétán szereltek fel új berendezéseket a Hubble Space Telescope (HST) Hubble űrtávcső re. Negyedik űrszolgálata alatt összesen 10 napot, 22 órát és 10 percet (262 óra) töltött a világűrben.  6 300 000 kilométert (3 900 000 mérföldet) repült, 165 kerülte meg a Földet.